# Nevado de Ananea
El Nevado de Ananea és una muntanya d'origen volcànic al Perú, pertanyent als contraforts muntanyosos de la serralada d'Apolobamba, un ramal dels Andes; la muntanya és al nord-oest de la Sierra Real de Bolívia, i al departament peruà de Puno. El Nevado de Ananea té una altura de 5.829 metres sobre el nivell del mar, i és el cim més alt de la serralada. A les seves faldes hi ha la població de la Rinconada, l'únic poble miner que habita a una cota superior als 5.000 m d'altitud.